# 이스미언 리그
이스미언 리그 (Isthmian League)는 잉글랜드의 지역 축구 리그로 잉글랜드 축구 리그 시스템에 따르면 7~8부 리그에 해당한다. 리그 소속팀들은 그레이터런던과 잉글랜드 동부 지역, 남동부 지역에 걸쳐져 있으며, 대부분 세미 프로 팀이다.

## 역사
이스미언 리그는 1905년에 프로화에 반대하고 아마추어화를 선호하는 이들에 의해 조직되었다. 리그 챔피언은 트로피조차 받지 않았으며, 리그의 방침은 명예를 충족시키는 것으로 만족하였다.
비록 리그가 설립되었을 때에는 잉글랜드 내에서 강력한 리그 가운데 하나로 FA 아마추어컵의 우승 팀을 지속적으로 배출했지만, 서던 리그나 노던 프리미어리그보다 하위 리그로 여겨졌었다.
이스미언 리그는 1970년대에 프로화를 수용하기 시작하였다. 하지만 1979년에 만들어진 얼라이언스 프리미어리그 (APL)에 참가하는 것은 거부되었다. 이스미언 리그의 클럽이었던 엔필드 FC와 대건햄 FC는 리그를 탈퇴하여 1981년에 APL에 참여하였지만, 이스미언 리그 우승 팀이 APL에 참여할 수 있게 된 것은 1985년에 명칭을 풋볼 콘퍼런스로 바꾸면서 승격이 가능해졌다.

## 리그의 확대
리그는 첫 시즌의 여섯 클럽에서 1921-22시즌에 14개 클럽으로 확대되었다. 그 후 50년이 넘는 기간 동안 주로 리그를 떠난 클럽의 공백을 메꾸기 위해 매우 적은 수의 새로운 멤버만이 들어왔다. 1973년에는 16개 클럽이 참여하는 2부 디비전을 신설하였고, 3부 디비전도 1977년에 추가되었다. 이 디비전들은 프리미어 디비전, 디비전 1, 디비전 2로 명칭의 변화가 있었다.
대부분의 새로운 이스미언 리그 멤버들은 아마추어주의를 중시한다는 점이 유사한 아테니언 리그에서 왔다. 아테니언 리그는 1984년에 사라지고 디비전 2가 북부와 남부 섹션으로 나뉘었다. 이는 1991년에 재조직되어 디비전 2와 디비전 3로 바뀌었다.
2002년에 리그가 다시 한번 재조직되어, 디비전 1과 디비전 2를 통합하여 디비전 1 북부와 남부로 명칭을 변경하고 디비전 3은 디비전 2로 명칭을 바꾸었다. 2006년에 디비전 2를 없애고 현재의 프리미어 디비전과 디비전 1의 두 지역으로 구분하는 방식이 사용되고 있다.
2004년, 잉글랜드 축구 협회는 논리그의 주요 재구성안을 추진하였다. 재구성안은 풋볼 콘퍼런스에 하부 디비전을 만드는 것이었다. 이스미언 리그는 콘퍼런스의 세 디비전에 클럽을 빼앗기며 규모가 줄어들었다. 또한 리그 참가 지역이 바뀌고 사라지게 되면서 서던 풋볼 리그와 겹치는 부분이 생겼다. 이에 2006년에 디비전 1과 2를 없애고 디비전 1 남부 및 북부를 조직한 것이다. 이로써 이스미언 리그에는 66개 팀이 참여하게 되었다.

## 현재의 구조
2017년 5월, FA는 내셔널 리그 시스템 개편의 일환으로 이스미언 리그의 8부 리그 단계에 세번째 디비전을 추가 하고, 8부 리그에 해당하는 3개의 디비전 참가팀을 각각 20개팀으로 줄이기로 결정했다. 새 디비전은 2018-19 시즌부터 시작되어 현재 내셔널리그 시스템의 3단계에 해당하는 프리미어 디비전(7부)과 4단계의 노스, 사우스 센트럴, 사우스 이스트 디비전(8부)로 구성되어 있다.
또한 컵대회가 존재하는데, 이스미언 리그컵이라는 리그컵 대회에는 모든 이스미언 리그 팀들이 참여한다.

## 같이 보기
- 노던 프리미어리그
- 서던 풋볼 리그